# نایدوپتا
نایدوپتا (به انگلیسی: Naidupeta) یک منطقهٔ مسکونی در هند است که در Naidupeta mandal واقع شده‌است. نایدوپتا ۱۹٫۴۰ کیلومتر مربع مساحت و ۴۵٬۰۵۵ نفر جمعیت دارد.